# Principato di Samo
Il Principato di Samo (in greco Ηγεμονία της Σάμου?, in turco Sisam Beyliği), fu un principato autonomo posto sotto la sovranità nominale del sultano ottomano. Il principato era incentrato sull'Isola di Samo, compresa nell'arcipelago del Mar Egeo ma collocata presso i confini con l'Anatolia meridionale.

## Storia
L'isola di Samo aveva preso parte alla Guerra d'indipendenza greca ed era riuscita con successo a resistere ai molti tentativi turchi ed egiziani di occuparla, ma non fu inclusa nei confini del nuovo Regno di Grecia. Dal 1832, dunque, all'isola fu concesso lo status di stato semi-indipendente con un autogoverno, il principato di Samo appunto, identificato come stato tributario dell'Impero ottomano, con l'obbligo di versare annualmente la somma di £ 2.700. Il principe che ne era a capo era prescelto dal sultano ottomano ma doveva essere necessariamente un cristiano di origini greche. Il principe era assistito nelle sue funzioni di capo dell'esecutivo da un senato di 4 membri. Questi venivano scelti tra una rosa di otto candidati proposti dai quattro distretti in cui era divisa l'isola: Vathy, Chora, Marathokampos e Karlovasi. Il potere legislativo era concesso alla camera dei deputati, composta da 36 membri presieduti dal locale vescovo metropolita greco ortodosso. La sede del governo era un palazzo presso il porto di Vathy.

## Principi di Samo
I governatori di Samo, col titolo di "principe", furono:
- gennaio 1833 - 1850 Stefan Bogoridi (n. 1774 - m. 1869)
- 1850 - 1854 Alexandros Kallimachis
- aprile 1854 - 1859 Ion Ghica (n. 1817 - m. 1897)
- 1859 - 1866 Miltiadis Stavraki Aristarchis (n. 1809 - m. 1893)
- 1866 - 1873 Pavlos Mousouros (n. 1810 - m. 1876)
- 1873 Georgios Georgiadis (1ª volta) (formalmente)
- 1873 - 1874 Konstantinos Adosidis (1ª volta) (n. 1818 - m. 1895)
- 27 maggio 1874 - 1879 Konstantinos Photiadis (n. 1830 - m. ....)
- 4 marzo 1879 - 1885 Konstantinos Adosidis (2ª volta)
- 1885 - 1895 Alexandros Karatheodoris (n. 1833 - m. 1906)
- 1895 - 1896 Georgios Verovits (n. 1845 - m. ....) conosciuto anche col nome serbo di Djordje Berovic
- luglio 1896 - 1899 Stephanos Mousouros (n. 1841 - m. 1907)
- 7 marzo 1899 - 1900 Konstantinos Vagianis (n. 1846 - m. 1919)
- 16 agosto 1900 - 1902 Michail Georgiadis (n. 1841 - m. 19..)
- 12 marzo 1902 - 5 maggio 1904 Alexandros Mavrogenis (n. 1845 - m. 1929)
- 5 maggio 1904 - 1906 Ioannis Vithynos (n. 1847 - m. 1912)
- luglio 1906 - settembre 1906 Konstantinos Karatheodoris (n. 1841 - m. 1922)
- agosto 1907 - gennaio 1908 Georgios Georgiadis (2ª volta)
- gennaio 1908 - 22 marzo 1912 Andreas Kopasis Omoudopoulos (n. 1856 - m. 1912)
- aprile 1912 - agosto 1912 Grigorios Vegleris (n. 1862 - m. 1948), ultimo principe di Samo
- agosto 1912 - 24 novembre 1912 Themistoklīs Sofoulīs, come Presidente dell'Assemblea Rivoluzionaria